# 戀姬
《戀姬》是Silky's在1995年5月26日發售的戀愛冒險類型成人遊戲，élf在1999年12月24日發售重製版。

## 概要
PC98版，為1995年5月26日由élf旗下品牌Silky's以《戀姬 〜Mystic Princess〜》之名發售。然後作為重製作的Win版在1999年12月24日由élf以《恋姫 〜K・O・I・H・I・M・E〜》之名發售。和過去強調緊張感的Silky's作品不一樣的是，變成由開發小組「しるきーず・すぴんあうと」製作成強調喜劇性的作品。日本風相當強烈，連文字表示部分也用縱向書寫的方式。
從PC98版到重製成Win版時，劇本和基本的遊戲系統都一樣，角色設定與原画則起用了擔任過動畫版《下級生》的角色設定、總作画監督的渡邊真由美，顯像部分也跟著煥然一新。文字表現部分則變成橫向書寫，並且使用滑鼠成為輸入裝置，以及採用声優為角色配音。另外也因此讓重製版被改編成OVA版。

## 故事
主角佐佐松小十郎（可以改名，Win版中是佐佐木小十郎）利用暑假，回到闊別十幾年的故鄉，一個位於山間的小村子。在和鄉下的祖母見面過後，就一直過著優閒的日子，但某天，小十郎和四位少女相遇了。四個人都稱說是小十郎的青梅竹馬，不過他自己卻完全不記得這回事。因為與這四位少女的「再會」，讓小十郎的過去和村裡的秘密因此曝光，然後也讓他人生的方向有了巨大的改變……

## 角色
那水
在村中唯一的商店「何でも屋」工作的女性。在四人中作為大家的長女、雖然有著最美的外貌和氣質、但實際上也壅有讓人會感受到溫暖的家庭感，以及天然呆的一面，而顯現出其可愛之處。本來的模樣是被叫作「水部」的龍族之長龍王（りゅうおう）的女兒、所以她的頭上也長著兩隻角。
順便一提，她的性欲也是四人中最強的。OVA版中因為有角是她性感帶的設定、所以和主角的性愛場景反而有著比遊戲版更搞笑的描寫。
杏
經常來小十郎奶奶家玩，且充滿精神的少女。外表看似比小十郎的年紀還要小、不過實際上兩人同年。經常叫小十郎「大哥哥」、表現出她的天真無邪和對小十郎的愛戀。本來的模樣是被叫作「民部」的座敷童子族的族長奈美貴（なみき）的女兒、變身時的頭髮是綠色。
性欲僅次於那水、也擅長性愛技巧、還因為外表看來相當輕鬆而讓小十郎有點害怕。
朱雀
村中古老神社的巫女、和作為神主的爺爺住在一起。是名有著像是男孩子般好勝性格的僕娘。正義感很強且擅長武術、不過也有喜歡小十郎的少女心。因為她的「雀」字而被叫作「小麻雀」。本來的模樣是被叫作「森部」的天狗族族長的孫女、變身時的頭髮是紅色。
真雪
看來虛幻可憐的少女。虛弱羞怯，而且容易臉紅、興奮時會哭出來。因此一直無法將心意傳達給小十郎。本來的模樣是被叫作「冰部」的雪女族族長靜冰（しずひ）的女兒、變身時的頭髮是藍色。她的母親曾代替過小十郎虛弱的母親而哺乳給小十郎和真雪。
過去曾因為小十郎離開時太過傷心、於是在遊戲版中讓日本的一半、OVA版中讓全村都因此被凍結起來。

## OVA
由Pink Pineapple發售《戀姬》全2集OVA和《續・戀姬》全2集。基本上承襲遊戲版內容、但把主角的名字改成佐佐木武藏。而關於主角和女主角的性交部分除了有較多的動作、比起遊戲版也有多了像是雜技般的性交体位。另外《續・戀姬》OVA版中多了原創新女角玉藻（來自九尾狐）登場。有不輸給那水達四人的美貌、及馬尾髮型和一頭金髪、也用魔鬼的身材來誘惑武藏使他陷於性愛之中、為故事多加了一層看頭。《續・戀姬》最終卷終盤中，武藏和四位女主角重婚而分別與她們有著濃厚的性愛場景、在本作DVD中有著叫作「多H系統」的視角轉換功能而可以依興趣觀賞。

### 工作人員
- 原作：ELF
- 製作人：大宮三郎
- 導演：政木伸一
- 劇本：吉岡たかを
- 角色設定、總作画監督：渡邊真由美
- 美術監督：長尾仁
- 攝影監督：本多稔裕
- 動畫製作：雲雀工作室
- 製作：Pink Pineapple

### 主題歌
戀姬
- ED「なぜ?」

作詞：さいとういんこ　作曲：山口美央子　編曲：安井歩　歌：寺田はるひ
續・戀姬
- ED「アイシテル…!」（里之巻）

作詞：六ツ見純代　作曲：鈴木雅也　編曲：上田益　歌：Millio
- ED「Forever Precious Love」（長之巻）

作詞：六ツ見純代　作曲：UZA　編曲：山中紀昌　歌：Millio

### 發售日
2014年4月25日發售兩作合集恋姫&続・恋姫 ゴールドディスク。
戀姬
- 戀之卷（2000年9月22日發售）
- 姬之卷（2000年11月24日發售）

續・戀姬
- 里之卷（2001年11月22日發售）
- 長之卷（2002年2月22日發售）

## 外部連結
- elf（日語）
- ピンクパイナップル （页面存档备份，存于）（日語）